# Musée des mosaïques de Devnya
Le Musée des mosaïques de Devnya (en bulgare, Музей на мозайките, translittération scientifique internationale Muzey na mozaykite) est situé à Devnya, dans l'oblast de Varna au nord-est de la Bulgarie.

## Histoire
La ville de Devnya est le site de la ville antique de Marcianopolis.
Le musée est ouvert en 1983 et est installé sur l'emplacement d'un site antique daté du règne de Constantin, la fin du IIIe et le début du IVe siècle fouillé à partir de 1976. Le musée a été installé en partie sur les fondations de cet édifice antique.

## Collections
Trois mosaïques sont exposées in situ.
- Mosaïque de Méduse
- Mosaïque de Satyre et Antiope
- Mosaïque de Ganymède et l'aigle
- Mosaïque des Saisons
- Mosaïque des Volutes de Pannonie, en provenance d'un autre site de la cité antique

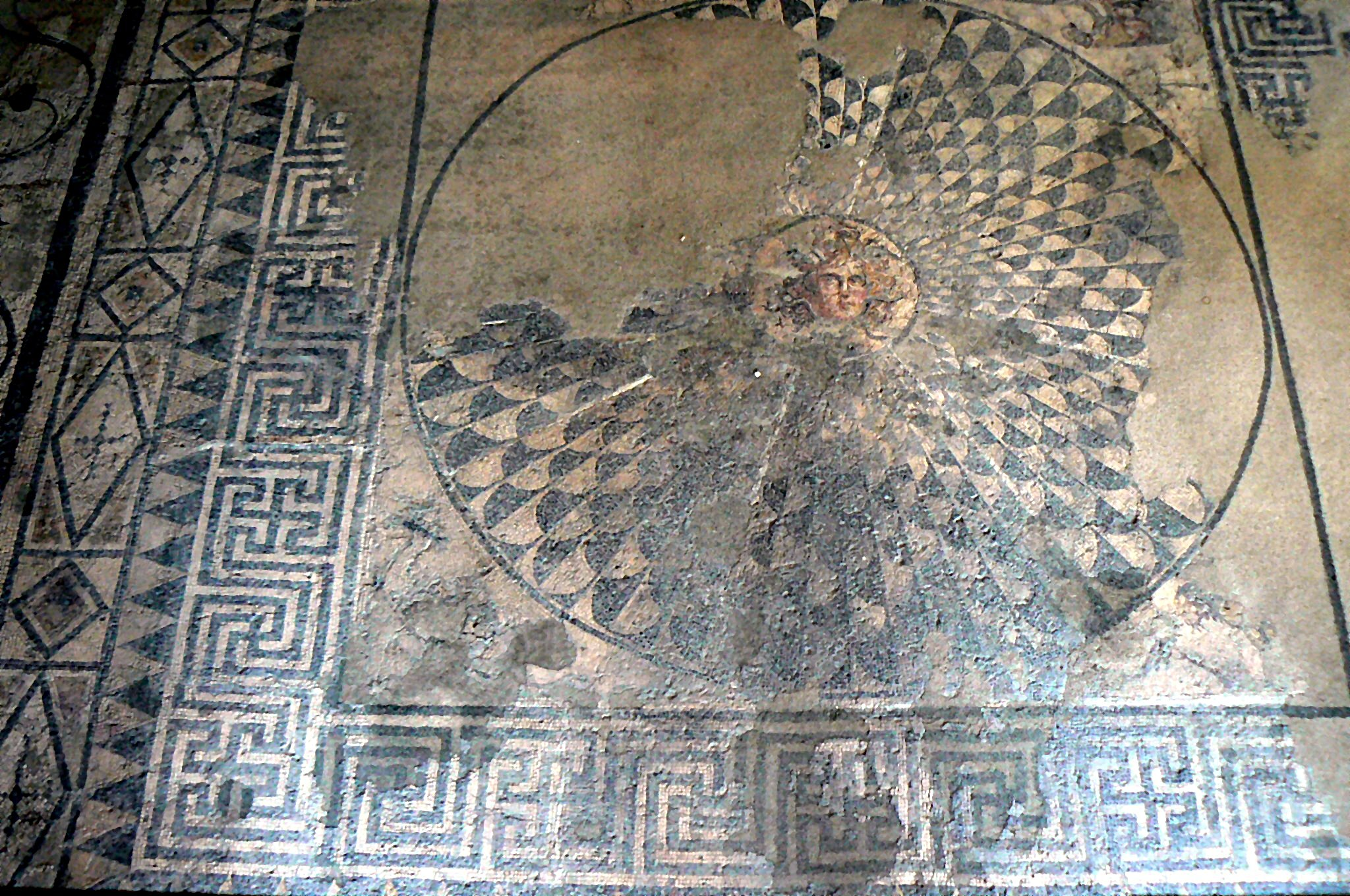
Mosaïque de Méduse.
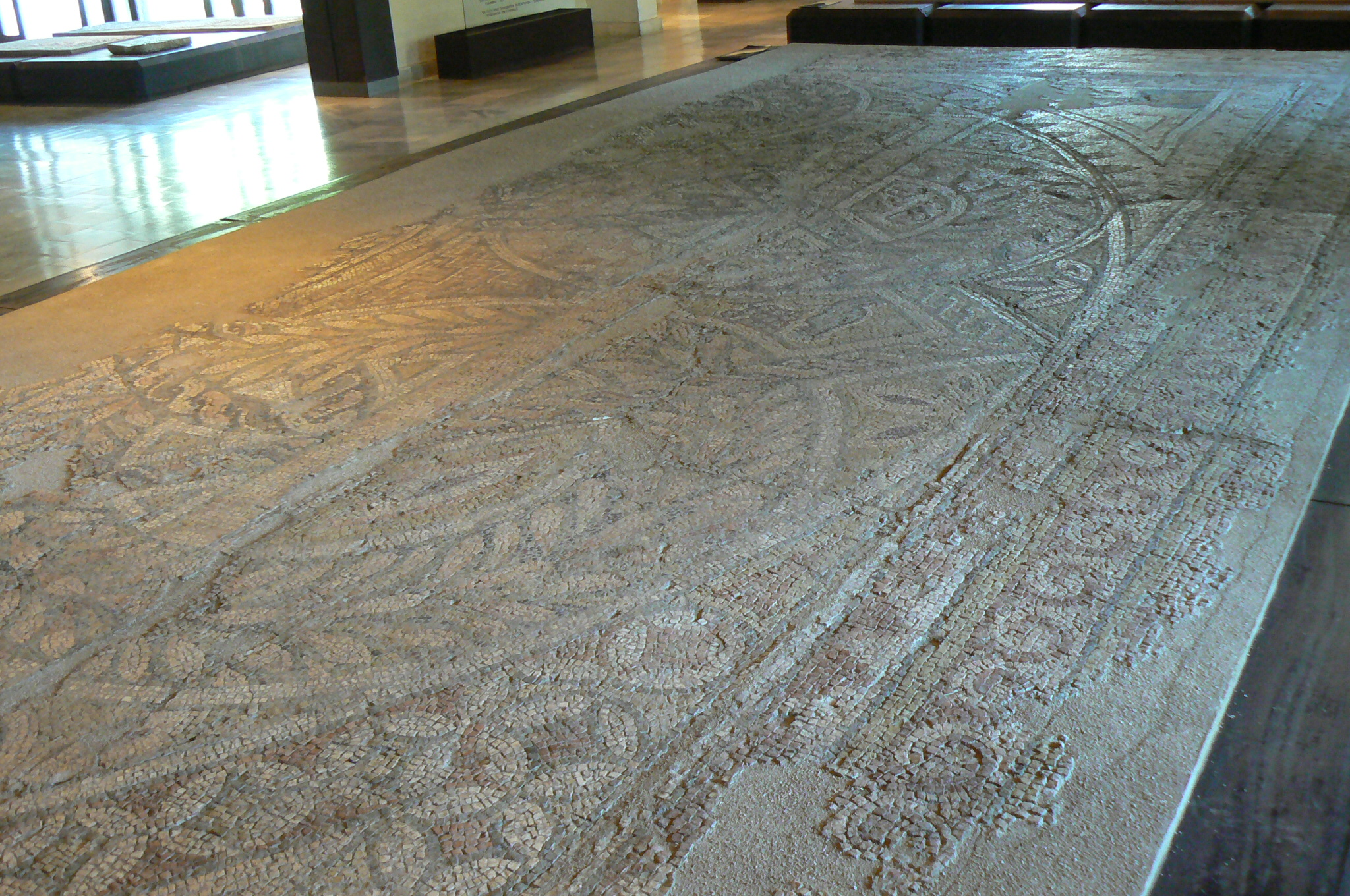
Mosaïque des Saisons.
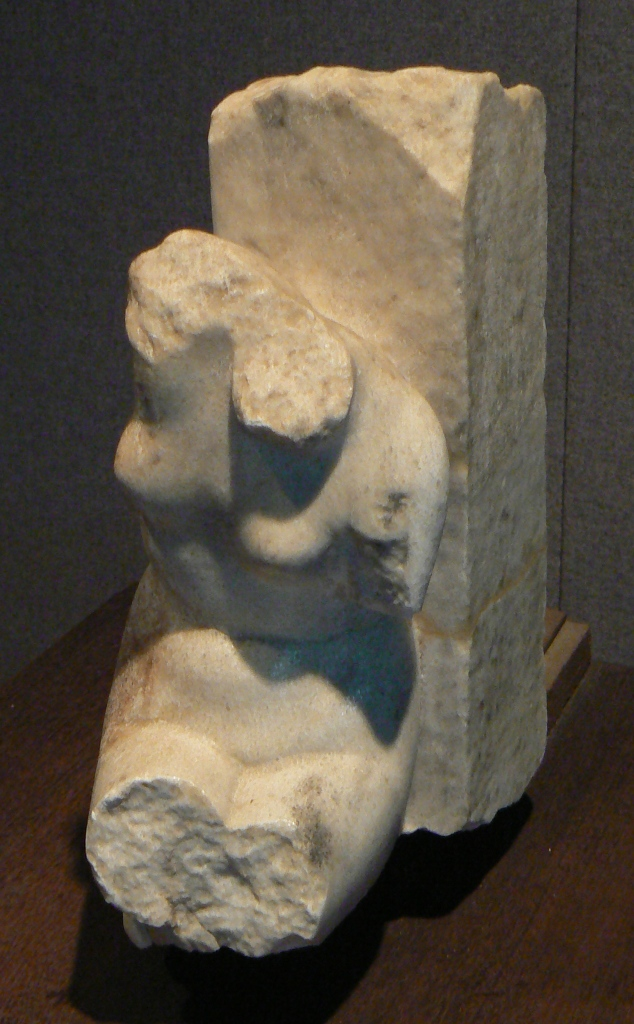
Statue fragmentaire de Vénus assise.